# Olympische Sommerspiele 1980/Kanu – Zweier-Kajak 1000 m (Männer)
Die Wettkämpfe im Zweier-Kajak über 1000 Meter bei den Olympischen Sommerspielen 1980 wurden vom  31. Juli bis 2. August auf dem Ruderkanal Krylatskoje ausgetragen.
Es wurden drei Vorläufe, zwei Hoffnungsläufe, drei Halbfinals und ein Finale ausgetragen.
Olympiasieger wurde das Boot der Sowjetunion.

## Ergebnisse

### Vorläufe
Die jeweils ersten drei Boote qualifizierten sich für das Halbfinale, die restlichen Boote kamen in die Hoffnungsläufe.

#### Vorlauf 1
| Rang | Athleten                                | Nation      | Zeit        |
| ---- | --------------------------------------- | ----------- | ----------- |
| 1    | Luis Gregorio Ramos Herminio Menéndez   | Spanien     | 3:24,83 min |
| 2    | Peter Hempel Harry Nolte                | DDR         | 3:25,71 min |
| 3    | Alexandru Giura Nicolae Țicu            | Rumänien    | 3:26,50 min |
| 4    | Ron Stevens Gert Jan Lebbink            | Niederlande | 3:29,74 min |
| 5    | Krzysztof Lepianka Andrzej Klimaszewski | Polen       | 3:31,80 min |
| 6    | Antonio Mastrandrea Danio Merli         | Italien     | 3:36,18 min |
| 7    | Jens Nordqvist Thomas Ohlsson           | Schweden    | 3:40,37 min |

#### Vorlauf 2
| Rang | Athleten                                   | Nation         | Zeit        |
| ---- | ------------------------------------------ | -------------- | ----------- |
| 1    | Uladsimir Parfjanowitsch Sergei Tschuchrai | Sowjetunion    | 3:24,61 min |
| 2    | István Szabó István Joós                   | Ungarn         | 3:28,20 min |
| 3    | Christopher Ballard Neil Robson            | Großbritannien | 3:28,95 min |
| 4    | Herbert Havlik Dietmar Schlöglmann         | Österreich     | 3:28,95 min |
| —    | Milan Janić Jovan Djolić                   | Jugoslawien    | DNS         |
| —    | Francis Hervieu Alain Lebas                | Frankreich     | DNS         |

#### Vorlauf 3
| Rang | Athleten                        | Nation           | Zeit        |
| ---- | ------------------------------- | ---------------- | ----------- |
| 1    | José Marrero Reynoldo Cunill    | Kuba             | 3:34,04 min |
| 2    | Alan Thompson Geoff Walker      | Neuseeland       | 3:34,43 min |
| 3    | Jos Broekx Paul Stinckens       | Belgien          | 3:40,86 min |
| 4    | Jiří Svoboda Vladimír Dolejš    | Tschechoslowakei | 3:59,27 min |
| 5    | Peter Ammann Dionys Thalmann    | Schweiz          | 4:11,02 min |
| —    | Lasar Christow Georgi Dontschew | Bulgarien        | DNS         |

### Hoffnungsläufe
Die ersten drei Boote der Hoffnungsläufe erreichten das Halbfinale.

#### Hoffnungslauf 1
| Rang | Athleten                        | Nation      | Zeit        |
| ---- | ------------------------------- | ----------- | ----------- |
| 1    | Ron Stevens Gert Jan Lebbink    | Niederlande | 3:35,97 min |
| 2    | Antonio Mastrandrea Danio Merli | Italien     | 3:39,96 min |
| 3    | Peter Ammann Dionys Thalmann    | Schweiz     | 3:41,19 min |

#### Hoffnungslauf 2
| Rang | Athleten                                | Nation           | Zeit        |
| ---- | --------------------------------------- | ---------------- | ----------- |
| 1    | Herbert Havlik Dietmar Schlöglmann      | Österreich       | 3:32,08 min |
| 2    | Jens Nordqvist Thomas Ohlsson           | Schweden         | 3:32,43 min |
| 3    | Jiří Svoboda Vladimír Dolejš            | Tschechoslowakei | 3:32,79 min |
| 4    | Krzysztof Lepianka Andrzej Klimaszewski | Polen            | 3:33,31 min |

### Halbfinals
Die ersten drei Boote der Halbfinals erreichten das Finale.

#### Halbfinale 1
| Rang | Athleten                              | Nation           | Zeit        |
| ---- | ------------------------------------- | ---------------- | ----------- |
| 1    | Luis Gregorio Ramos Herminio Menéndez | Spanien          | 3:36,08 min |
| 2    | István Szabó István Joós              | Ungarn           | 3:37,12 min |
| 3    | Ron Stevens Gert Jan Lebbink          | Niederlande      | 3:37,30 min |
| 4    | Jiří Svoboda Vladimír Dolejš          | Tschechoslowakei | 3:37,76 min |
| 5    | Jos Broekx Paul Stinckens             | Belgien          | 3:46,10 min |

#### Halbfinale 2
| Rang | Athleten                                   | Nation      | Zeit        |
| ---- | ------------------------------------------ | ----------- | ----------- |
| 1    | Uladsimir Parfjanowitsch Sergei Tschuchrai | Sowjetunion | 3:35,81 min |
| 2    | Alexandru Giura Nicolae Țicu               | Rumänien    | 3:37,00 min |
| 3    | Alan Thompson Geoff Walker                 | Neuseeland  | 3:38,64 min |
| 4    | Herbert Havlik Dietmar Schlöglmann         | Österreich  | 3:38,91 min |
| 5    | Peter Ammann Dionys Thalmann               | Schweiz     | 3:43,12 min |

#### Halbfinale 3
| Rang | Athleten                        | Nation         | Zeit        |
| ---- | ------------------------------- | -------------- | ----------- |
| 1    | Peter Hempel Harry Nolte        | DDR            | 3:32,77 min |
| 2    | José Marrero Reynoldo Cunill    | Kuba           | 3:35,09 min |
| 3    | Antonio Mastrandrea Danio Merli | Italien        | 3:35,85 min |
| 4    | Christopher Ballard Neil Robson | Großbritannien | 3:40,31 min |
| 5    | Jens Nordqvist Thomas Ohlsson   | Schweden       | 3:40,59 min |

### Finale
| Rang | Athleten                                   | Nation      | Zeit        |
| ---- | ------------------------------------------ | ----------- | ----------- |
| 1    | Uladsimir Parfjanowitsch Sergei Tschuchrai | Sowjetunion | 3:26,72 min |
| 2    | István Szabó István Joós                   | Ungarn      | 3:28,49 min |
| 3    | Luis Gregorio Ramos Herminio Menéndez      | Spanien     | 3:28,66 min |
| 4    | Alexandru Giura Nicolae Țicu               | Rumänien    | 3:28,94 min |
| 5    | Peter Hempel Harry Nolte                   | DDR         | 3:31,02 min |
| 6    | José Marrero Reynoldo Cunill               | Kuba        | 3:31,12 min |
| 7    | Ron Stevens Gert Jan Lebbink               | Niederlande | 3:33,18 min |
| 8    | Alan Thompson Geoff Walker                 | Neuseeland  | 3:33,83 min |
| 9    | Antonio Mastrandrea Danio Merli            | Italien     | 3:52,32 min |

## Weblink
- Ergebnisse